# Muralhas do Janículo
‎
As ‎‎Muralhas do Janículo (em latim: Janiculum)‎ são um trecho de paredes defensivas erguidas em 1643 pelo ‎‎Papa Urbano VIII‎‎ como uma conclusão do muro ‎‎leonino‎‎ (defendendo a ‎‎Colina do Vaticano‎‎) e para uma melhor proteção da área de ‎‎Roma‎‎ subindo na margem direita do ‎‎Tibre.‎‎

## História
‎A necessidade de uma fortificação, impedindo o acesso a Roma através de seu lado sudoeste, derivada de um conflito entre duas nobres famílias romanas, ‎‎Barberini‎‎ (a casa do Pontífice) e ‎‎Farnésio, ‎‎devido aos interesses econômicos e à política de expansão do primeiro contra o segundo. O ‎‎ ‎casus belli‎‎, habilmente arranjado pelo próprio Urbano VIII, foi o fracasso em pagar a Barberinis os aluguéis econômicos ‎‎do Ducado de Castro‎‎ e ‎‎Ronciglione‎‎ (hoje na Província de ‎‎Viterbo),‎‎ governado por ‎‎Odoardo I Farnésio, ‎‎o Duque de ‎‎Parma e Placência‎‎ e apoiado por ‎‎Veneza,‎‎ a ‎‎França‎‎ de ‎‎Richelieu‎‎ e o ‎‎Grão-Ducado da Toscana.‎‎ ‎